# Conspecifiek
Conspecifiek wordt in de taxonomie gebruikt om de verwantschap van verschillende individuen of populaties met dezelfde biologische soort te beschrijven. Twee of meer individuele organismen, populaties of taxa zijn conspecifiek als ze tot dezelfde soort behoren. Waar verschillende soorten kunnen kruisen en hun gameten concurreren, hebben de conspecifieke voorrang op heterospecifieke gameten. Dit staat bekend als conspecifieke spermavoorrang bij dieren of conspecifieke stuifmeelvoorrang bij planten. Evenzo wordt het behoren tot hetzelfde geslacht congenerisch genoemd.